# Pădurea Bolintin
Pădurea Bolintin este o arie protejată (arie specială de conservare — SAC, sit de importanță comunitară — SCI) din România, desemnată în scopul protejării biodiversității și menținerii într-o stare de conservare favorabilă a florei spontane și faunei sălbatice, precum și a habitatelor naturale de interes comunitar aflate în arealul zonei de protecție. Aceasta se întinde în sudul țării (Muntenia), pe teritoriul județului Giurgiu.

## Localizare
Aria naturală se află în partea nordică a județului Giurgiu, pe teritoriile administrative ale comunelor Crevedia Mare, Găiseni și Vânătorii Mici și al orașului Bolintin-Vale și este străbătută de Autostrada A1, care leagă municipiul București de Pitești.

## Înființare
Zona a fost declarată sit de importanță comunitară prin Ordinul Ministerului Mediului și Dezvoltării Durabile Nr.1964 din 13 decembrie 2007 (privind instituirea regimului de arie naturală protejată a siturilor de importanță comunitară, ca parte integrantă a rețelei ecologice europene Natura 2000 în România) și se întinde pe o suprafață de 5.638 hectare. Situl a fost protejat și ca arie specială de conservare în mai 2022

## Biodiversitate

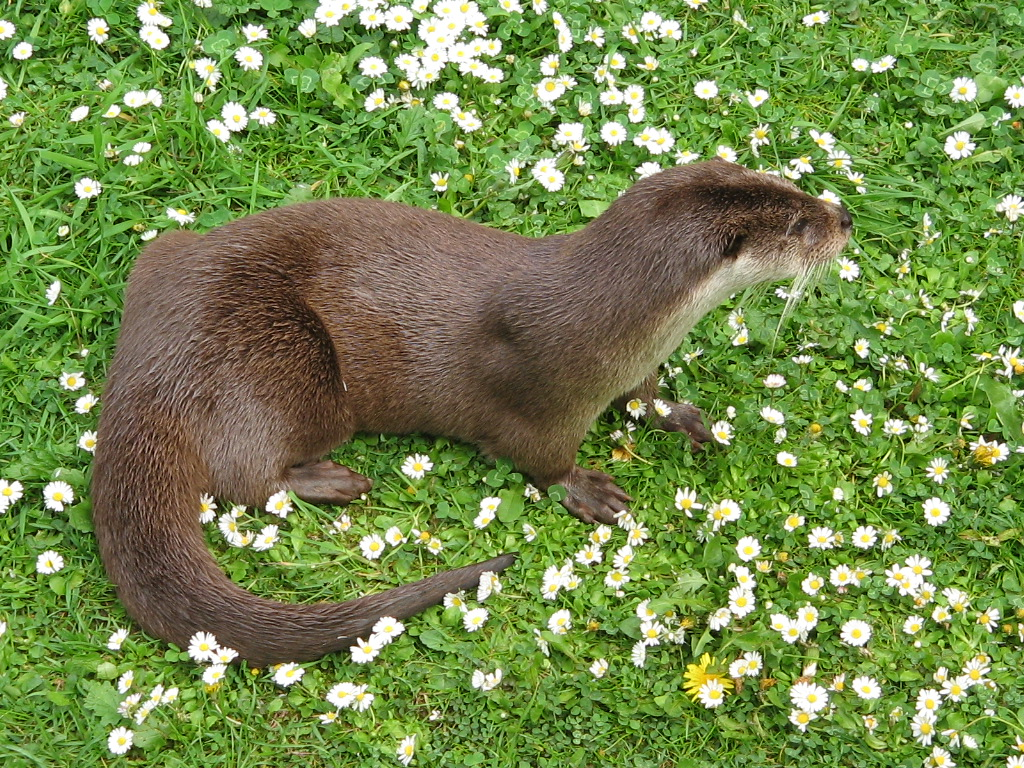
Vidră de râu (Lutra lutra)

Situl reprezintă o zonă (încadrată în bioregiune continentală aflată în lunca inferioară a râului Argeș) împădurită cu arboret de stejar (Quercus robur) în asociere cu specii de gorun (Quercus petraea), carpen (Carpinus betulus), cer (Quercus cerris), salcie sau plop alb; ce conservă habitate naturale de tip: Păduri dacice de stejar și carpen, Păduri balcano-panonice de cer și gorun și Zăvoaie cu Salix alba și Populus alba și protejează faună rară.
La baza desemnării sitului se află câteva specii faunistice enumerate în anexa I-a a Directivei Consiliului European 92/43/CE din 21 mai 1992 (privind conservarea habitatelor naturale și a speciilor de faună și floră sălbatică), printre care: vidra de râu (un mamifer din specia Lutra lutra), broasca țestoasă de baltă (Emys orbicularis), tritonul cu creastă (Triturus cristatus)) și buhaiul de baltă cu burta roșie (Bombina bombina) ; toate aflate pe lista roșie a IUCN.

## Principalele căi de acces
- Autostrada A1 pe ruta: București - Bolintin-Deal - drumul județean DJ501 pe ruta: Bolintin-Deal - Malu Spart.

## Monumente și atracții turistice
În vecinătatea sitului se află câteva obiective de interes istoric, cultural și turistic; astfel:

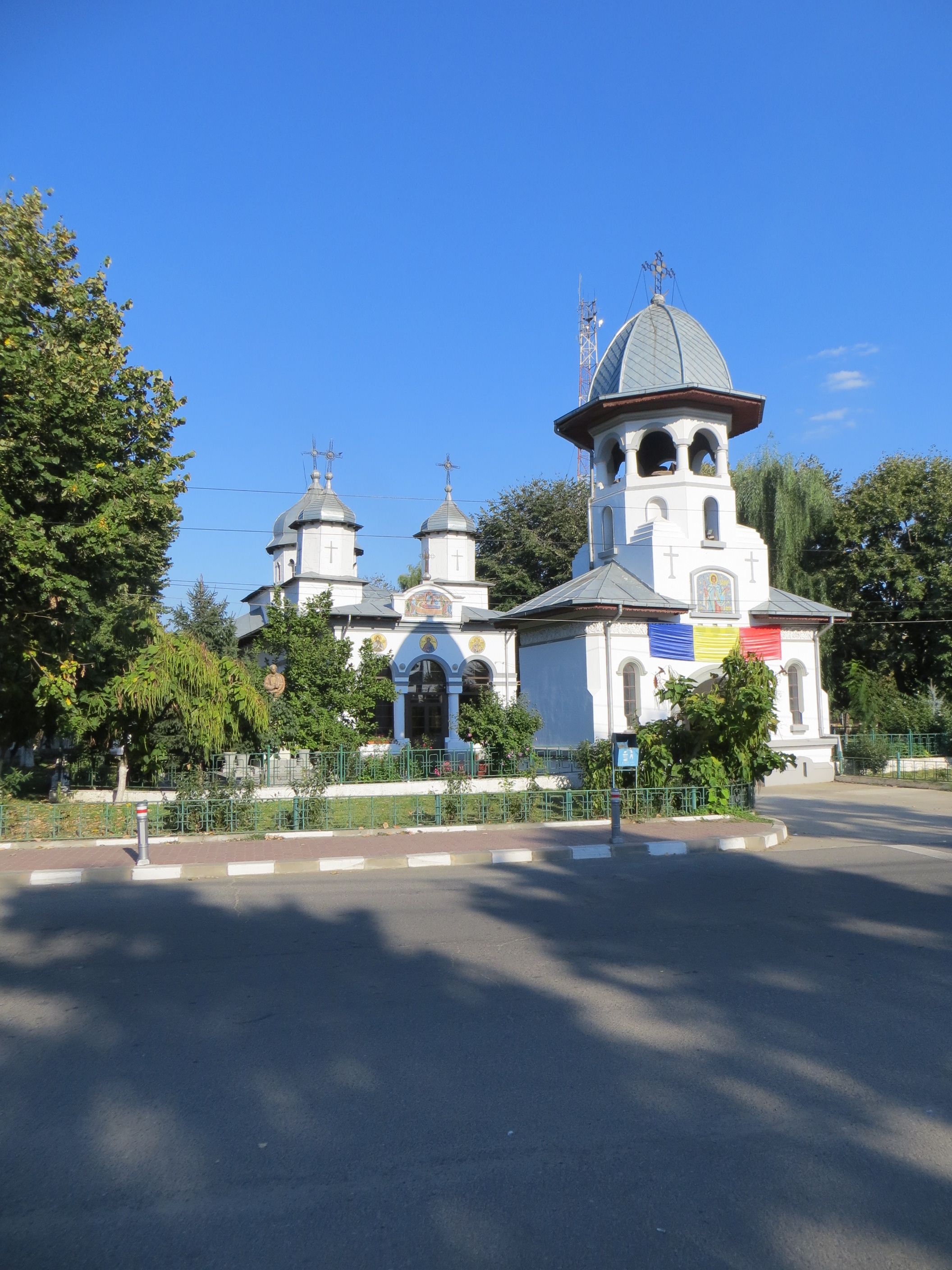
Biserica "Adormirea Maicii Domnului" din Bolintin-Vale

- Biserica "Sf. Nicolae", "Sf. Mc. Manuil" din satul Bolintin-Deal, construcție 1886, monument istoric.
- Biserica "Adormirea Maicii Domnului" din Bolintin-Vale, construcție 1832, monument istoric.
- Mănăstirea Căscioarele din satul omonim (Biserica "Vovidenia", turn-clopotniță și zid de incintă), construcție secolul al XVII-lea, monument istoric.
- Biserica "Sf. Împărați Constantin și Elena" din satul Crevedia Mare, construcție 1836, monument istoric.
- Biserica "Sf. Gheorghe" din Crevedia Mică, construcție 1844-1845, ref. 1931, monument istoric.
- Biserica "Adormirea Maicii Domnului", "Sf. Martiri Brâncoveni" din satul Malu Spart, construcție 1841-1843, monument istoric.
- Biserica "Sf. Gheorghe" din Vânătorii Mici, construcție 1842-1847, monument istoric.
- Pretura, azi Primăria din Bolintin-Vale, construcție secolul al XIX-lea, monument istoric.
- Fostul schit Strâmbul din Găiseni (Biserica "Sf. Nicolae" și ruinele clădirilor monahale), construcție sec. XVI -XVII, monument istoric.
- Așezarea de la Crevedia Mică (Latène, geto-dacică).
- Așezarea de tip tell de la Izvoru (Neolitic, Cultura Gumelnița).
- Situl arheologic de la Malu Spart (Latène, Neolitic, Cultura Boian).